# Lady Grey
Lady Grey este un oraș din provincia Oos-Kaap, Africa de Sud.